# U-209
U-209 — средняя немецкая подводная лодка типа VIIC времён Второй мировой войны.

## История
Заказ на постройку субмарины был отдан 16 октября 1939 года. Лодка была заложена 28 ноября 1940 года на верфи «Германиаверфт» в Киле под строительным номером 638, спущена на воду 28 августа 1941 года. Лодка вошла в строй 11 октября 1941 года под командованием капитан-лейтенанта Генриха Бродды.

### Флотилии
- 11 октября 1941 года — 28 февраля 1942 года — 6-я флотилия (учебная)
- 1 марта — 30 июня 1942 года — 6-я флотилия
- 1 июля 1942 года — 28 февраля 1943 года — 11-я флотилия
- с 1 марта 1943 года — 1-я флотилия

### История службы
Лодка совершила 7 боевых походов. Потопила 4 судна суммарным водоизмещением 1 356 брт (все в пятом походе).

#### Пятый боевой поход
U-209 вышла из Киркенеса 5 августа 1942 года. Первоначально она патрулировала район Баренцева моря к северо-востоку от мыса Канин Нос. Для содействия операции Wunderland, 14 августа командование направило её патрулировать район пролива Карские ворота, а 16 августа — к Югорскому Шару для преследования обнаруженных авиаразведкой советских судов.
Утром 17 августа 1942 года в двух милях от северного побережья острова Матвеева в Баренцевом море, U-209 обнаружила невооружённый караван советских судов, в составе буксирного парохода «Комсомолец» с баржей «П-4» на буксире и буксирного парохода «Норд», который вёл на буксире неисправный буксирный пароход «Комилес» и баржу «Литер-Ш». Караван под общим руководством капитана порта Нарьян-Мар А. С. Козловского осуществлял рейс из посёлка Хабарово в Нарьян-Мар в интересах НКВД, перевозил груз и пассажиров, большинство которых составляли заключённые Югорлага, размещённые на барже «П-4».
Артиллерийским огнём и торпедами U-209 потопила «П-4», «Литер-Ш» и «Комилес». «Комсомолец» загорелся и выбросился на берег у северной оконечности острова Матвеева. Пароходу «Норд» удалось уйти. Из 328 человек, находившихся на уничтоженных судах каравана, погибло 305 человек.
В этом бою U-209 истратила все снаряды к 88-мм орудию. Узнав об этом, командование согласовало её встречу с U-456 для передачи части боезапаса последней на U-209. Подлодки встретились днём 19 августа в проливе Костин Шар, но подверглись атаке советских тральщиков ТЩ-39, ТЩ-58 и мотобота «Полярник», открывших артиллерийский огонь, отвечать на который могла только U-456. Попаданий ни одна из сторон не добилась, немецкие подлодки ушли от преследования по поверхности, пользуясь преимуществом в скорости. Вечером того же дня к западу от полуострова Гусиная Земля U-456 передала 80 снарядов на U-209.
26 августа, патрулируя район Югорского Шара, U-209 потерпела аварию: от удара о льдину погнулся командирский перископ, в результате его стало невозможно опустить. Бродда запросил разрешение вернуться на базу, но его патрулирование считалось важным для обеспечения операции Wunderland, поэтому возвращение пришлось отложить. Утром 28 августа U-209 обстреляла посёлок Ходовариха и замеченные на берегу грузовики. В посёлке возник пожар, но здание радиостанции, бывшее основной целью атаки, не пострадало. В тот же день U-209 завершила патрулирование и 1 сентября 1942 года пришла в Нарвик.

#### Седьмой боевой поход и гибель
Вышла в поход 6 апреля 1943 года из Киля. 4 мая во время патрулирования в Северной Атлантике к югу от Гренландии U-209 подверглась атаке глубинными бомбами с канадского гидросамолёта типа «Каталина». 6 мая она смогла связаться с U-954 из района с примерными координатами 52° с. ш. 38° з. д. и через неё передала рапорт о серьёзных повреждениях, включая выход из строя основного передатчика. Вскоре после этого командование приказало U-209 возвращаться на базу, но подлодка больше не отозвалась и 19 мая была объявлена пропавшей без вести. Возможно, причиной гибели U-209 стала авария при погружении, вызванная полученными повреждениями. Вместе с подлодкой погиб весь экипаж (46 человек).
До октября 1991 года историки считали, что причиной гибели U-209 стала атака британского фрегата HMS Jed и британского шлюпа HMS Sennen 19 мая 1943 года в районе с координатами 54°54′ с. ш. 34°19′ з. д.. На самом деле в результате этой атаки погибла U-954.

### Волчьи стаи
U-209 входила в состав следующих «волчьих стай»:
- Star 28 апреля — 4 мая 1943
- Fink 4 мая — 6 мая 1943

### Атаки на лодку и небоевые потери
- 9 июля 1942 года в результате несчастного случая в гавани Бергена, Норвегия, погибли два члена экипажа лодки.
- 16 апреля 1943 года в районе к юго-востоку от Исландии лодка была атакована британским самолётом B-17 «Летающая крепость», сбросившим 6 бомб. В результате взрывов повреждён перископ.
- 4 мая 1943 года к югу от мыса Фарвель, Гренландия, в районе с координатами 56°38′ с. ш. 42°38′ з. д.HGЯO лодка была атакована глубинными бомбами с канадского гидросамолёта типа «Каталина» и получила значительные повреждения. До 1991 года считалось, что в результате этой атаки была потоплена U-630.